# Sara Hossain
Sara Hossain, är en bangladeshisk jurist och människorättsaktivist från Bangladesh. 
Hossain studerade juridik vid Oxfords universitet där hon tog examen 1988. Hon återvände till sitt hemland Bangladesh där hon kom att arbeta i landets högsta domstol från år 1992.
I sitt arbete har hon fokuserat mycket på mänskliga rättigheter för kvinnor och barn. Arbetet har lett till landets första lag som kriminaliserar våld mot kvinnor som infördes 2010. Hon har även ifrågasatt kulturella företeelser såsom fatwa som bestraffningsmetod och som bryter mot mänskliga rättigheter.
2016 tilldelades Sara Hossain International Women of Courage Award.